# كلينت بوين
كلينت بوين (بالإنجليزية: Clint Bowen)‏ هو لاعب كرة قدم أمريكية أمريكي، ولد في 27 يونيو 1972 في لورانس في الولايات المتحدة.